# Ernesto Sinclair
Ernesto Arturo Sinclair Chávez (Ciudad de Panamá, 10 de marzo de 1989) es un futbolista panameño que juega como delantero.

## Clubes
| Club                    | País      | Año       | Partidos | Goles |
| ----------------------- | --------- | --------- | -------- | ----- |
| Estudiantes de La Plata | Argentina | 2008      | 0        | 0     |
| Palestino (cesión)      | Chile     | 2008-2009 | 6        | 0     |
| Sporting San Miguelito  | Panamá    | 2010-2011 | 11       | 0     |
| Alianza                 | Panamá    | 2012-2013 | 16       | 1     |
| CAI La Chorrera         | Panamá    | 2013-2015 | 60       | 15    |
| Plaza Amador            | Panamá    | 2016      | 10       | 4     |
| Mineros de Guayana      | Venezuela | 2016      | 14       | 4     |
| Plaza Amador            | Panamá    | 2017-2018 | 40       | 9     |
| Costa del Este          | Panamá    | 2018-2019 | 19       | 9     |
| Sporting San Miguelito  | Panamá    | 2019-2020 | 7        | 1     |
| Costa del Este          | Panamá    | 2020      | 10       | 2     |
| Universitario           | Panamá    | 2021      | 10       | 0     |
| Tauro FC                | Panamá    | 2022      | 28       | 2     |

## Palmarés

### Ligas nacionales
| Título          | Club               | Sede   | Año  |
| --------------- | ------------------ | ------ | ---- |
| Torneo Clausura | C. D. Plaza Amador | Panamá | 2016 |

### Copas nacionales
| Título         | Club                 | Sede   | Año  |
| -------------- | -------------------- | ------ | ---- |
| Torneo de Copa | Costa del Este F. C. | Panamá | 2019 |